# نواف الفزيع
نواف سليمان علي الخميس الفزيع (1974 - ) مُحامي وكان نائبًا في مجلس الأمة الكويتي المُبطل الثاني ديسمبر 2012.

## نبذة
نواف الفزيع من مواليد 1974 وحاصل على بكالوريوس الحقوق ويعمل مُحاميًا وكاتبًا صحفيًا وهو عضو في جمعية المحامين الكويتية وجمعية الصحافيين الكويتية، ترشح في انتخابات مجلس الأمة الكويتي في 1 ديسمبر 2012 والتي تحصل فيها على المركز الثامن بالدائرة الأولى وحصل علي 2,133 صوت، وفاز بالانتخابات، وأُبطل المجلس لاحقًا.

## السيرة الذاتية
- خريج كليه الحقوق عام 1995.
- مقيد بجدول الإستئناف والتمييز و المحكمة الدستورية.
- تراس لجنة مراجعة قانون المحاماة بجمعية المحامين الكويتية.
- عضو بجمعية الصحافيين الكويتية. - كاتب مقالات في جريدة الوطن الكويتية.
- عضو في مجلس حماية الفكريه العربية.
- عضو في رابطة الثلاسيسما الطبية.

## انتخابات مجلس الأمة
| الانتخابات           | الدائرة الانتخابية | المركز        | عدد الأصوات | النتيجة |
| -------------------- | ------------------ | ------------- | ----------- | ------- |
| انتخابات 2003        | حولي               | المركز السادس | 1,525 صوت   | خسر     |
| انتخابات 2008        | الدائرة الأولى     | المركز 23     | 1,789 صوت   | خسر     |
| انتخابات ديسمبر 2012 | الدائرة الأولى     | المركز الثامن | 2,143 صوت   | فاز     |
| انتخابات 2013        | الدائرة الأولى     | المركز 14     | 1,577 صوت   | خسر     |
| انتخابات 2016        | الدائرة الأولى     | المركز 28     | 418 صوت     | خسر     |
| انتخابات 2020        | الدائرة الثالثة    | المركز 40     | 125 صوت     | خسر     |

## أبرز مواقفه في مجلس الأمة
| الكتل                                          | مستقل     |
| إحالة استجواب أحمد الحمود إلى التشريعية (2013) | غير موافق |
| المداولة الأولى لإسقاط الفوائد (2013)          | ممتنع     |
| التصويت على مرسوم الصوت الواحد (2013)          | موافق     |
| تأجيل استجواب هاني حسين (2013)                 | غير موافق |
| تأجيل استجواب الشمالي (2013)                   | غير موافق |